# Большая синагога (Варшава)
Большая синагога (пол. Wielka Synagoga) — в настоящее время не существующая, но некогда самая большая синагога Варшавы, находилась на Тломацкой улице, 7. Была символом реформистского иудаизма Варшавы, а также одним из лучших архитектурных сооружений XIX века в Польше.
Синагога была торжественно открыта 26 сентября 1878 года на праздник Рош Ха-Шана (еврейский Новый Год). Взрыв, уничтоживший Большую синагогу, был произведён лично группенфюрером СС Юргеном Штропом в 20 часов 15 минут 16 мая 1943 года как последний акт уничтожения немцами Варшавского гетто.

## История
В XVIII веке в Западной Европе возникло движение еврейского просвещения — так называемая «Хаскала» — с центром в Берлине. Последователи «Хаскалы» (так называемые «маскилим»), объединившиеся вокруг Мозеса Мендельсона, пропагандировали среди евреев в том числе и современное светское образование, и занятость в профессиях, связанных не только с торговлей и ремёслами, добивались эмансипацию женщин, а также осовременивания собственной культуры. Сторонники «Хаскалы» желали открыть в Варшаве собственный молитвенный дом, отдельный от существовавших в городе многочисленных синагог ортодоксальных иудеев. В 1802 году была построена так называемая «Старая немецкая синагога» на Даниловичевской улице, 5, позади дворца Яблоновских, где в то время размещалась городская ратуша, но уже вскоре она оказалась слишком мала. Поэтому в 1843 году на её месте была построена так называемая «Новая немецкая синагога», которая, подобно своей предшественнице, уже через полтора десятка лет перестала вмещать всех желающих.
Среди просвещённых последователей «Хаскалы» было много состоятельных людей — банкиров, печатников, издателей, юристов и врачей, способных профинансировать строительство новой синагоги. Начат поиск места для нового строительства.

### Перед строительством

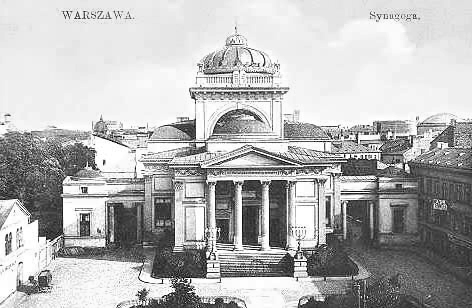
Синагога, вид со стороны Тломацкой улицы

Предложение строительства новой большей синагоги высказал 5 сентября 1859 года Людвиг Натансон, член Комитета строительства синагоги на ул. Даниловичевской, преобразованного в 1870 году в Комитет строительства синагоги. Его предложение сразу получило поддержку, и была начата подготовка к сбору средств, а также поиск репрезентативного места под строительство. 20 сентября 1860 года комитет направил просьбу к городским властям, но ответа не получил. В феврале 1861 года направлено очередное прошение, на которое был дан положительный ответ, но с условием, что синагога будет построена вблизи еврейских жилищ.
Комитет подал много предложений по местоположению синагоги. Предлагалось возвести её возле одной из главных улиц: Белянской, Швентоерской или Длинной. Магистрат предложил участок на Белянской улице, на месте древнего дворца Коссовских, то есть в глубине участка, что не подошло комитету. Расположение синагоги при Длинной улице, вероятно, не подходило магистрату в силу предписания 1844 года, запрещавшего строительство еврейских культовых сооружений на расстоянии менее 100 саженей (около 170 м) от православной церкви, а единственный свободный участок находился вблизи кафедральной церкви Святой Троицы. Неизвестно, как магистрат принял предложение строительства на Швентоерской улице. Очередным предложением комитета было расположение синагоги на участке при улице Даниловичевской с условием сместить её к Медовой улице, но и здесь городская власть не согласилась. Затем было предложено разместить синагогу на площади на углу улиц Электоральной и Орлёи или на площади возле Королевской улицы, однако оба варианта не были поддержаны. Последнее предложенное место было на Тломацкой улице, где 5 мая 1872 года были куплены у Юзефа Зиммлера два дома XVII века, которые позже были разрушены, а также около 11 тыс. квадратных локтей сада дворца Мнишков. Это место для строительства варшавские власти власти и утвердили.
22 мая 1872 года принято решение об устройстве первого архитектурного конкурса, который начался 11 июля того же года. Комитет выставил очень высокие требования, а стоимость строительства должна была составлять 150 тысяч рублей. Крайний срок для отправки проектов наступил 1 марта 1873 года. Было прислано 6 работ, которые перед оценкой были выставлены в здании Народной галереи искусств «Захента». Первую награду размером 750 рублей получили соавторы Бронислав Жоховский и Теофил Лемке, а вторую, размером 300 рублей, получил Ян Кацпер Хойрих. Однако члены комитета отклонили эти проекты, поскольку они соответствовали не всем требованиям.
Два проекта, присланных на этот конкурс, представляли здания в неомавританском стиле. Они нигде не были опубликованы и скорее всего не сохранились. Это были работы Яна Кацпера Хойриха и Ежи Вёкля. Работа Хойриха в «Израилите» описывалась под первым («[…] выполненный со вкусом, увенчанный посередине куполом, а по бокам двумя стройными башнями») или под шестым номером. Проект Вёкля, «[…] хотя и не награждённый, но в целом пока признан самым ценным, который не мог быть принят единственно по причине высокой стоимости».
На очередном архитектурном конкурсе, устроенном в июне 1873 года, изначально выиграл проект синагоги в египетском стиле Станислава Адамчевского, однако проект вновь не получил поддержки Комитета строительства синагоги. В итоге был заказан проект у известного варшавского архитектора Яна Леандро Маркони. 3 января 1874 года проект поддержан наместником Царства Польского генералом Фёдором Бергом.

### Строительство

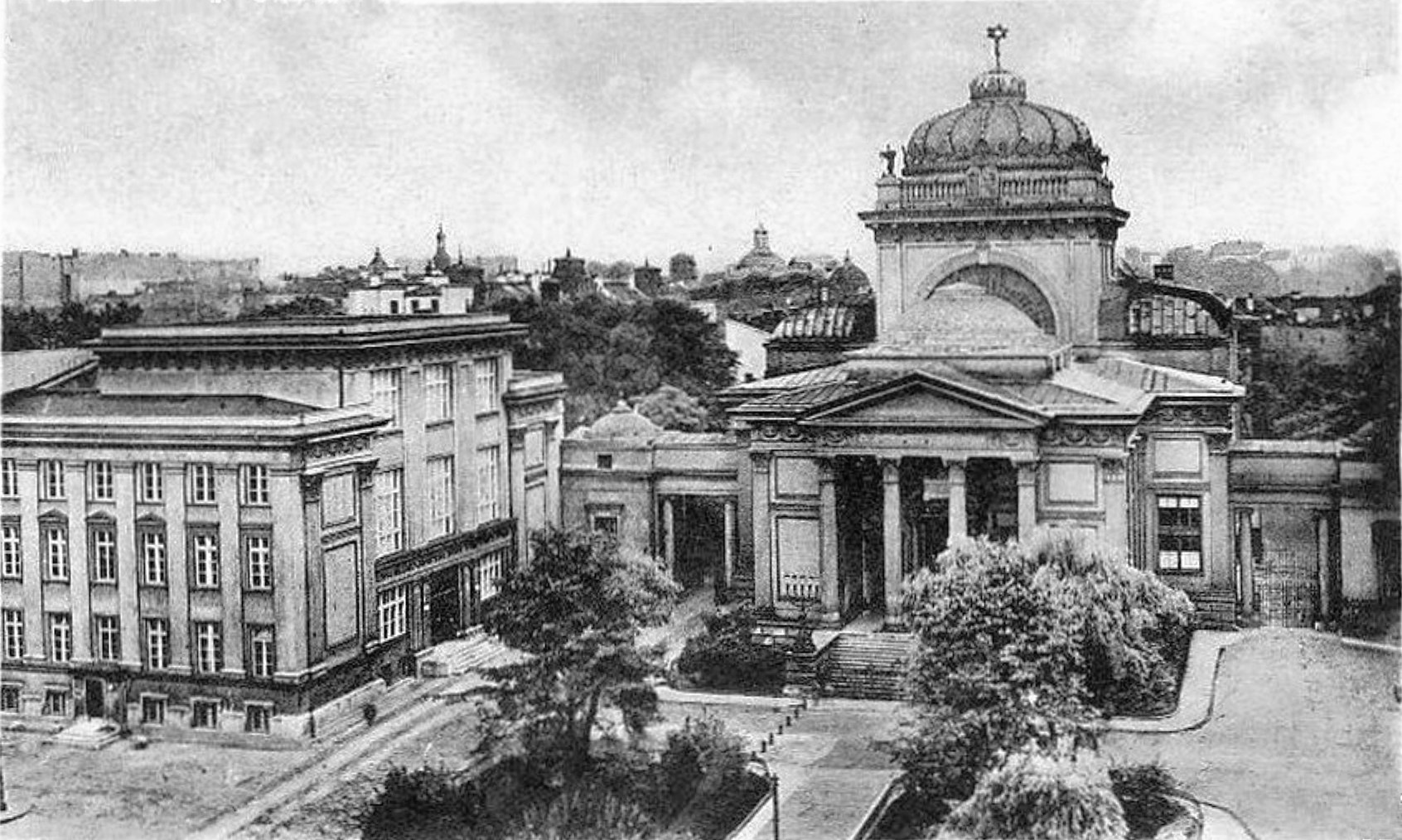
Вид со стороны Тломацкой

14 мая 1876 года состоялась торжественная закладка краеугольного камня. Уже после начала строительства в отверстии фундамента была помещена капсула с текстом истории синагоги на польском языке и иврите. Всё строительство длилось два года. Поставки кирпича и кладки стен выполнил Казимеж Ранзов, владелец немецкой синагоги на Даниловичевской, которую он спустя несколько лет перестроил в театр.
В конце строительства не хватило денег на завершение, но члены комитета строительства синагоги поощряли богатых евреев подписываться на ипотечные облигации, а также к пожертвованиям в другие молитвенные дома. Так удалось собрать определённую сумму, и строительные работы были завершены. Полная стоимость работ составила около 200 тыс. рублей.
До сегодняшнего дня не найдены архитектурные планы синагоги. Известны лишь поверхностные планы партера и галереи для женщин, опубликованные в третьем номере газеты «Архитектор» (пол. Architekt) за 1902 год.

### После открытия

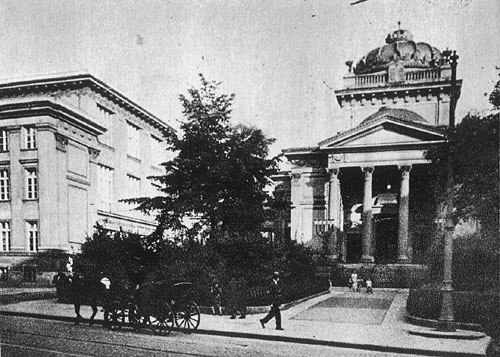
Вид с Тломацкой, слева — Еврейский исторический институт

Торжественное открытие синагоги состоялось 26 сентября 1878 года на праздник Рош Ха-Шана. В торжестве принимал участие российский наместник граф Павел Коцебу, которого по-польски приветствовал Исаак Цилков. Это поздравление было воспринято как согласие на чтение проповедей на польском языке, поскольку Коцебу не выразил неодобрения. Генрик Натансон продолжил церемонию и зажёг вечную лампаду перед синагогальным ковчегом.
В синагоге было устроено 2200 мест для сидения: 1150 — в главном зале, а также 1050 мест на галерее для женщин. Там находились также библиотека с очень ценной и богатой подборкой, старопечатные книги, а также рукописи, в частности, «памятные книги» (разновидность хроник), написанные раввинами Бучача, Рогатина и т. д..
Синагога ассоциировалась со всемирно известным хором, который пел при аккомпанементе органа и других музыкальных инструментов. В 1922 году Мечислав Орлович писал: «В пятницу на закате во время службы (вход разрешён и христианам) мужчины заходят в шляпах, женщины — на галереи, послушать хороший хор при аккомпанементе органа».

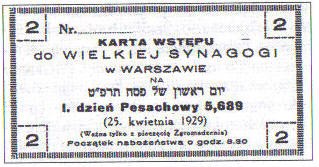
Карта для входа в синагогу (1929)

В ней происходили не только религиозные службы, но и службы по случаю получения независимости Польши, принятия Конституции 3 мая, начала учебного года или траура по поводу смерти Юзефа Пилсудского. В 1909 году перед синагогой устроен небольшой сквер, засаженный кустами и деревьями, окружённый кованым забором. В 1920-е годы синагога была впервые реконструирована: отремонтирована крыша, обновлены боковые фасады и частично фронтальный, установлены входные лестницы. Работами руководил Маврикий Гродзенский. После завершения ремонта на стене синагоги была помещена памятная доска следующего содержания: «Во славу единого Бога здание восстановлено на 50-м году с возведения и к 10-й годовщине восстановления Речи Посполитой». В 1938 году была начата очередная реконструкция, однако она так и не была завершена.

### Уничтожение

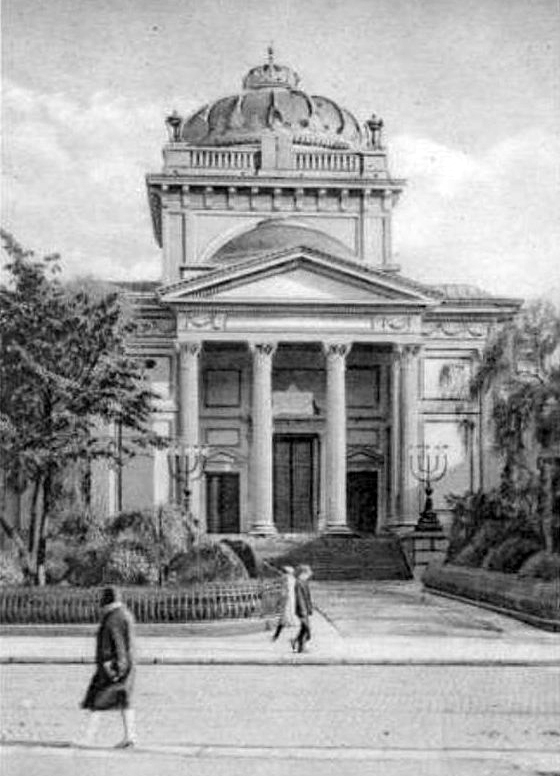

Самым трагическим периодом для Большой синагоги стала Вторая мировая война. В 1940 году после образования варшавского гетто немцы стали уничтожать здание, которое находилось на границе гетто и городских кварталов. В середине 1941 года синагога была уже сильно повреждена, в крыше были многочисленные дыры, большая часть имущества была вывезена или уничтожена. Повреждены капители и часть архитравов, синагогальный ковчег лежал на земле.
20 мая 1941 года немецкие власти дали разрешение на повторное открытие трёх синагог и, в частности, Большой синагоги. 27 апреля Адам Черняков созвал комитет с целью собрать средства на ремонт и восстановление деятельности синагоги. 31 мая 1941 года в субботу перед праздником Шавуот состоялась первая служба. 1 июня в 9:30 устроено торжественное открытие синагоги, на ремонт которой потрачены значительные средства. Внесение Торы и двукратный обход с ней синагоги исполнил лично Адам Черняков. В конце июля организован специальный конкурс на должность надкантора варшавского участка. 19 октября в синагоге состоялся концерт музыки. Исполнялись многочисленные хоровые песни на тексты Ветхого Завета в исполнении Левандовского, Наумбурга, Бернстайна и Зильберца. Свои произведения представил хор синагоги под руководством Марьяна Нойтайха, скрипача-виртуоза Генрика Райнберга, органист — Израэл Файвишис, партию соло исполнил бас-баритон Голднер. 30 марта 1942 года по приказу Хайнца Ауэрсвальда синагога была закрыта, а ключи переданы в Службу порядка. Она стала местом дислокации евреев, вывезенных из оккупированной Чехии.
В 1942 году, после уменьшения площади гетто, синагога оказалась за его пределами. Учитывая большую площадь помещения, в синагоге был устроен магазин мебели и реквизированного у евреев имущества. Магазином руководил комиссар варшавского гетто по делам недвижимости Карл Набе. Конец существованию синагоги наступил во время подавления восстания в варшавском гетто, 16 мая 1943 года. Она была взорвана в 20:15 лично генералом СС Юргеном Штропом, как символ окончательной ликвидации еврейского гетто. После её уничтожения Штроп сказал:

Эффектную точку в деле официального завершения Большой акции был взрыв Большой синагоги. Приготовление продолжалось 10 дней. Синагога была сооружением солидно построенным. Соответственно, чтобы подорвать её с первой попытки, пришлось провести трудоёмкие сапёрские и электрические работы. Но замечательное это было зрелище! С живописной и театральной точки зрения картина была фантастическая. Офицер сапёров вручил мне электрический аппарат, детонирующий взрывные устройства. Я затягивал волну ожидания. Наконец воскликнул: Хайль Гитлер! — И нажал кнопку. Взрыв поднялся до небес. Впечатляющий звук. Сказочная феерия цветов. Незабываемая аллегория триумфа над еврейством. Варшавское гетто прекратило своё существование, потому что так хотел Адольф Гитлер и Генрих Гиммлер.

### Послевоенный период

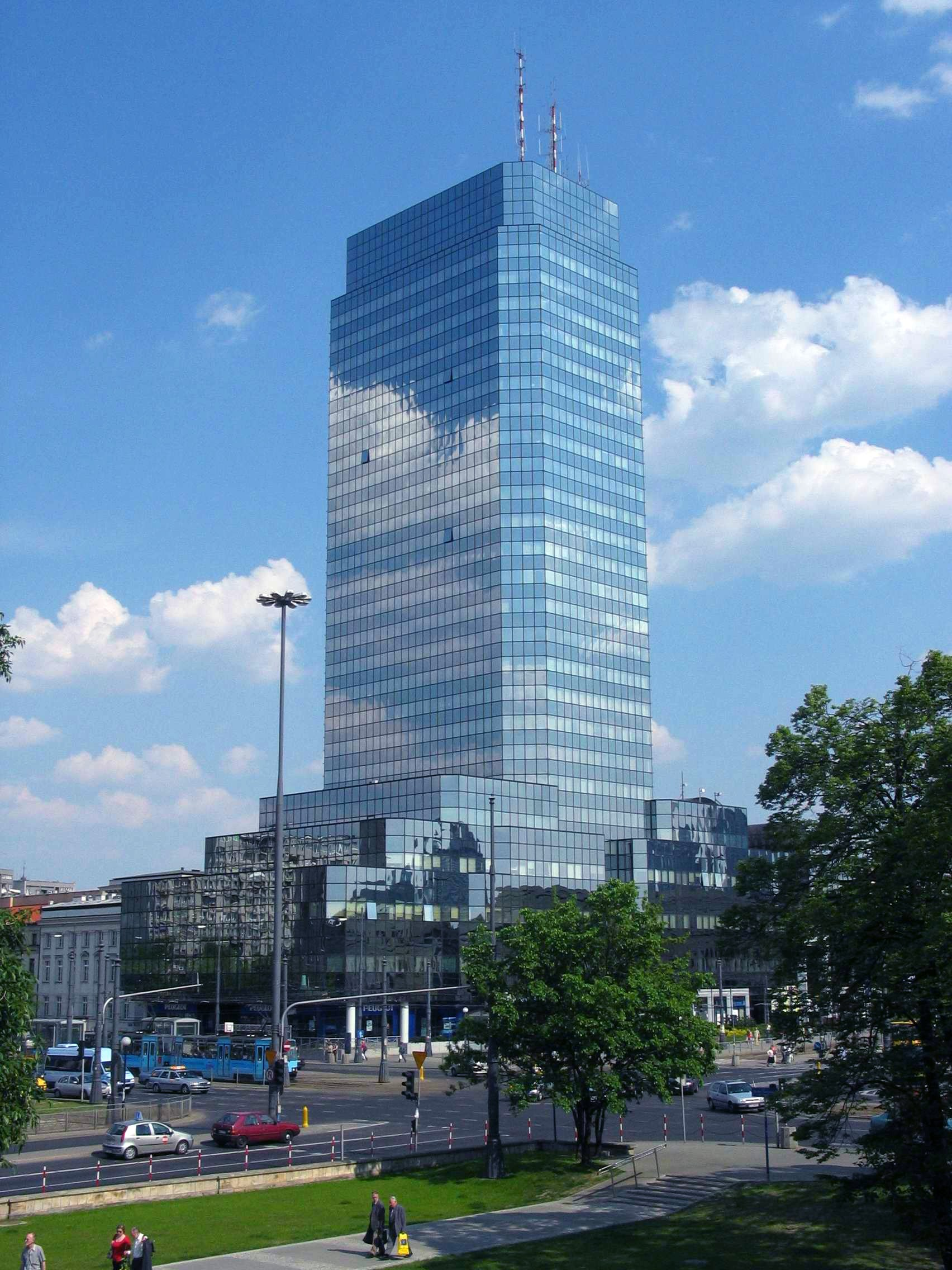
Голубой небоскрёб

После Второй мировой войны обдумывалась возможность восстановления синагоги, о чём может свидетельствовать высказывание бывшего мэра Варшавы Юлиана Кульского: «здание вросло в предвоенный пейзаж города». Вскоре, однако, руины были разобраны. Много лет место оставалось пустым. В 1950-е годах городские власти приняли решение о строительстве на её месте небоскрёба (известного в дальнейшем под названием «Голубой небоскрёб»). Однако строительство продолжалось десятилетиями. Около 1976 года был возведён стальной каркас дома, обшитый золотистой жестью, и строительство вновь замерло, а каркас остался ржаветь. В 1980-х годах в местной прессе были упоминания о продолжении строительства. Однако дело сдвинулось с места только после подписания контракта с югославской фирмой Generalexport-Giposs. Было перестроено подножие дома, форма которого стала намекать на бывшее здание синагоги. Строительство было завершено в 1991 году. В качестве возмещения в 2004 году Еврейская религиозная община в Варшаве получила в небоскрёбе три этажа: XVIII, XIX и XX, в которых размещены офисы различных учреждений и временных экспозиций Еврейского исторического института.
Сам небоскрёб находится не совсем на месте синагоги, а несколько смещён к северу, подножие небоскрёба занимает также место прежнего сквера перед синагогой. Изменилось также окружение синагоги — ныне с восточной стороны небоскрёб прилегает к Банковой площади. Дома, которые находились на площади, имели адрес по несуществующей ныне Рымарской улице. Появилась также новая улица — Антонио Корацца. Она соединяет Белянскую улицу с Банковой площадью, проходя через площадь на месте древней синагоги и через середину прежнего сада Мнишков.
27 июля 1966 года в архив Еврейского исторического института Гелена Висфлог передала «Золотую книгу» — документ, описывающий древнейший период существования синагоги. Однако при получении дара один из тогдашних директоров института, Адам Рутковский, не сделал подробного описания дара, в связи с чем книга сейчас является неполной и уже не имеет ценности архивного документа. Тем не менее, книга является единственным в своём роде документом, касающимся Великой синагоги.
В 2008 году пресса распространила заявление главного раввина Полтавы Йосефа-Ицхака Сегаля, будто в этом украинском городе может быть построена точная копия Большой варшавской синагоги. Говорилось, что она будет построена будет в центре города. Кроме места для молитвы, там также должны были быть миква и еврейская школа.

## Архитектура

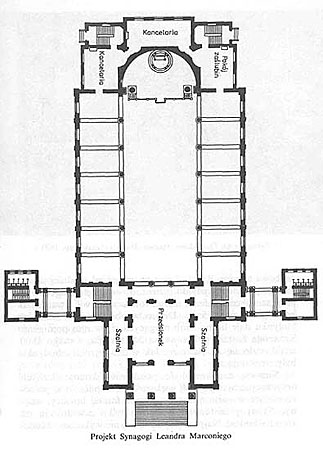
План синагоги

Здание синагоги в плане было приближено к латинскому кресту, построено в стиле классицизма с многочисленными элементами ампира и Ренессанса. Вход сделан через большой классицистический четырёхколонный портик с позолоченной надписью на иврите на фризе: «Имя, которое властвует под этой сенью, имя Всевышнего, пусть сделает так, чтобы поселились среди нас любовь и братство, спокойствие и согласие». С обеих сторон входа находились нетипичные пятиконечные меноры. Над главным входом была размещена надпись на польском языке: «Во славу единому Богу в правление Александра II, императора всея России, Царя Польского», которую критиковали многие жители Варшавы.
Главный корпус был перекрыт вальмовой крышей с квадратным бельведером, опирающимся на три первых от входа прясла и окружённым балюстрадой. В её углах стояли небольшие скульптуры, а со стороны фасада находились скрижали Десяти заповедей. Здание венчалось куполом в виде короны, что должно было символизировать главную и самую крупную синагогу Варшавы. Длина всего здания составляла 64 метра. На вершине синагоги был медный позолоченный шар, в котором находился рассказ о ходе строительства синагоги и её описание, дар Генрика Рейхмана.
Мужчины собирались в большом молитвенном зале на первом этаже, женщины же — на опоясывавшей его галерее. Напротив входа находилось возвышение; по его сторонам стояли две коринфские колонны, которые должны были напоминать колонны при входе в Иерусалимский Храм, описанные в Библии.
Главный молитвенный зал был прямоугольным в плане размером 29 на 33 метра. Боковые нефы имели ширину 8,5 м, средний неф — 10,5 метра.

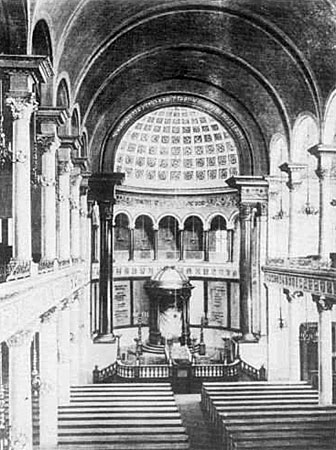
Интерьер синагоги

Средний неф был перекрыта полуцилиндрическим сводом, замкнутым псевдороманской апсидой. В апсиде находилась двухэтажная галерея, предназначеная для хора. Боковые нефы были разделены двухъярусной аркадой шириной 2/3 от среднего нефа и перекрыты цилиндрическими сводами с галереей для женщин, опирающимися на коринфские колонны. Скамьи были расставлены по образцу амфитеатра.
В месте соединения среднего нефа с апсидой находилась арка на гладких колоннах с коринфскими капителями, символизирующими Боаз и Яхин. На луке было размещено изречение о Мудрости: «Пути её — пути приятные, и все стези её — мирные. Она — древо жизни для тех, которые приобретают её, — и блаженны, которые сохраняют её» (Прит. 3:17-18). Между куполом свода апсиды и аркадами хора было помещено воззвание: «Слушай, Израиль: Господь — Бог наш, Господь — один». В нём было дважды вписано имя Бога — JHWH, что было неприемлемо для большинства варшавских евреев, которые не имели права произносить и писать имя Бога и обычно заменяли его сокращением — двойной буквой «йуд».
Синагога была богато украшена. Синагогальный ковчег, подаренный семьёй Натансонов, был выполнен из кедра, привезённого специально из Ливана. Он был завешен красно-белым парохетом, вытканным золотом и серебром. Пульпит стоял сразу перед аркой. Роскошную биму, вырезанную из гундерлахского дерева, подарил Матиас Берсон; кафедра находилась как раз перед ковчегом. Настил бимы прикрывал ковёр с квадратным узором, сотканный по инициативе Папроцких — внучек Антония Эйсенбаума. Над нишей, в которой находился ковчег, находился вход для хора в виде небольшой аркадной галереи.
В то время как фасад синагоги вызывал различные толкования, интерьер вызывал широкое восхищение:
В целом, имея только бронзовые подсвечники и такие же балюстрады галерей вокруг храма, она впечатляет своей простотой. Когда углубляешься в неё, вес красных и белых занавесей, вытканных золотом и серебром, кедрового ковчега, мраморных табличек с надписями, алтаря, подсвечников и вечной лампады производит поистине религиозное впечатление — здесь чувствуешь, что находишься в храме.

## Известные лица, связанные с синагогой

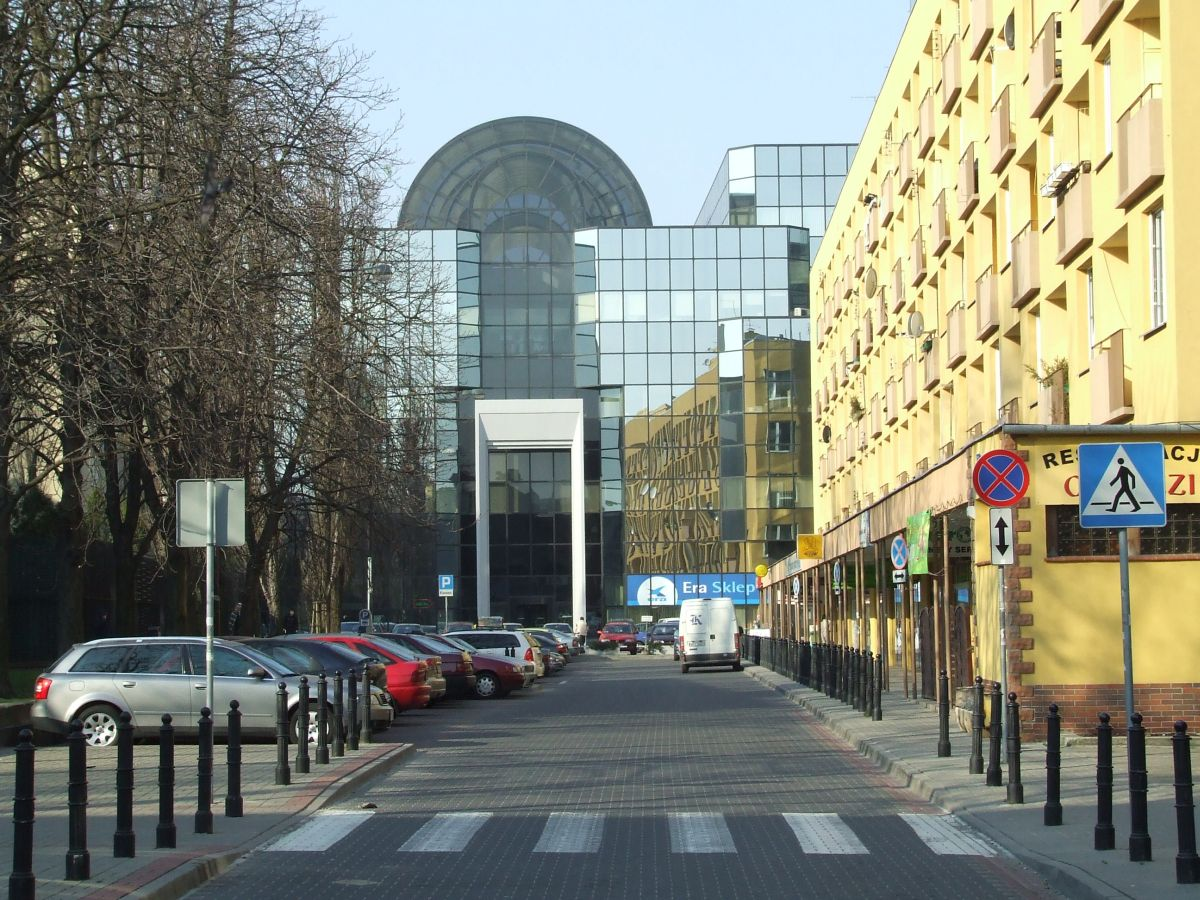
Голубой небоскрёб со стороны улицы А. Корацца, часть подножия небоскрёба на месте синагоги

- Мойше Шорр — в 1923—1939 годах главный раввин и казначей синагоги.
- Самуэль Познанский — главный раввин и казначей синагоги.
- Исаак Цилков — казначей, первый раввин синагоги, переводчик на польский язык Танаха.
- Абрахам Цви Давидович — многолетний дирижёр хора синагоги.
- Давид Айзенштадт — дирижёр хора в синагоги.
- Пинхас Шерман — надкантор синагоги.
- Гершон Сирота — надкантор синагоги.
- Шимон Грицендлер — надкантор синагоги.
- Франциск Салезий Левенталь — член комитета строительства и один из основателей синагоги.
- Якуб Натансон — польский химик, один из главных основателей синагоги.
- Давид Фольман — библиотекарь синагоги.
- Юзеф Хиршович — член правления синагоги.